# Shefqet Topi
Shefqet Topi (* 1. Januar 1934 in Kavaja; † 1. Januar 1998 ebenda) war ein albanischer Fußballtorwart.

## Karriere

### Verein
Topi begann seine Karriere 1956 beim Armee-Verein FK Partizani Tirana. Nach einer Saison wechselte er 1958 zu KS Besa Kavaja, wo er bis zu seinem Karriereende 1970 als Stammtorhüter tätig war.

### Nationalmannschaft
Sein Debüt für die albanische Nationalmannschaft gab Topi im September 1957 in einem Freundschaftsspiel gegen China. Insgesamt absolvierte er zwei Länderspiele für Albanien. Sein zweiter und letzter Einsatz erfolgte im Oktober 1963 während der Qualifikation zur Europameisterschaft gegen Dänemark.